# Anne Ducros

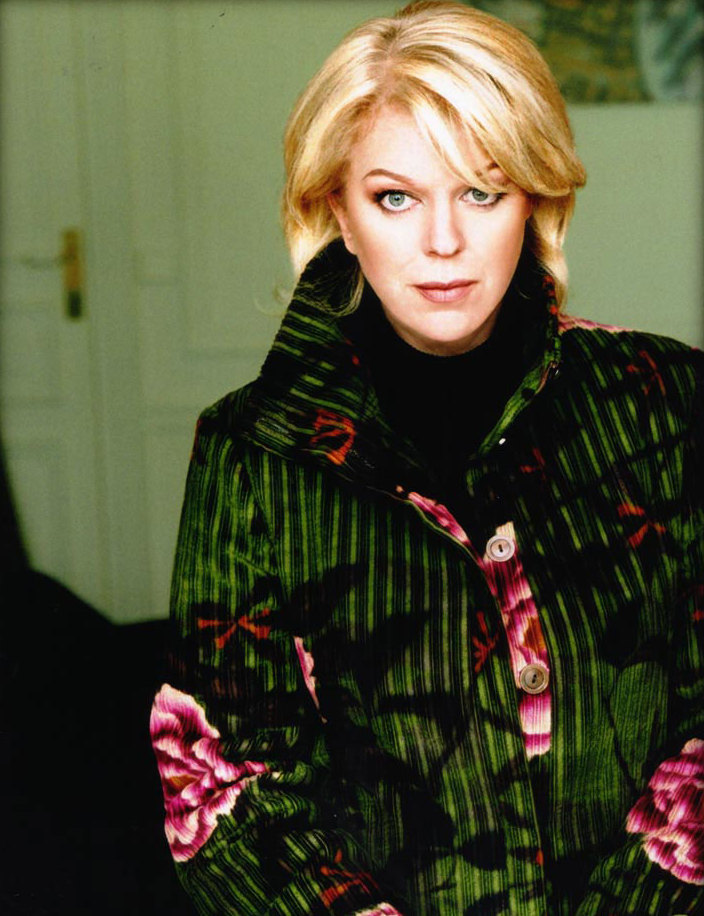
Anne Ducros

Anne Ducros (Longfossé, 1 december 1959) is een Franse jazzzangeres.
Ducros studeerde zang aan het conservatorium van Boulogne-sur-Mer en daarna rechten in Rijsel, waarbij ze ook zanglessen nam. Naast barokmuziek hield ze zich ook al bezig met jazz en oefende scat naar voorbeelden als Ella Fitzgerald en Sarah Vaughan. Ze vormde een eigen groep en nam in 1989 een eerste plaat op, "Don't You Take a Change'. Ze begon in jazzclubs te zingen, hierbij vaak begeleid door René Urtreger. In de eerste jaren van de 21ste eeuw nam ze verschillende platen op voor Dreyfus, waarbij ze onder meer begeleid werd door Toots Thielemans, Chick Corea en Enrico Pieranunzi. Sinds 1994 is ze directrice van de jazz-zangschool Prelude in Parijs. In het buitenland geeft ze soms masterclasses.
Ducros heeft verschillende jazzprijzen gekregen, waaronder de Franse Django d'Or in 2002.

## Discografie
- Purple Songs, Dreyfus, 2001
- Close Your Eyes, Dreyfus, 2003
- Piano, Piano, Dreyfus Jazz, 2006
- Urban Tribe, Dreyfus, 2007

- Bibliothèque nationale de France: cb14445834z (data)
- Gemeinsame Normdatei: 13531903X
- International Standard Name Identifier: 0000 0000 5515 7524
- Library of Congress Control Number: no2008142555
- MusicBrainz: 108058c7-e3b3-4588-8553-ae9992138c2a
- Système universitaire de documentation: 080881149
- Virtual International Authority File: 7608100
- WorldCat: E39PBJth79Km3Y7k4CRXrwTPwC